# Деклинација (лингвистика)
Деклинација или арх. склањање (у лингвистици) је промјена именских ријечи по падежима. Дио граматике који проучава различите облике ријечи назива се морфологија.
Именске ријечи у српском језику су именице, замјенице, придјеви и бројеви. Заједно са глаголима, именске ријечи чине групу промјенљивих врста ријечи (од десет врста ријечи у српском језику пет су промјенљиве, а пет непромјенљиве). Осим по падежима, именске ријечи се мијењају и по роду и броју. У српском језику постоје три рода: мушки (маскулинум), женски (фемининум) и средњи род (неутрум); и два броја: једнина (сингулар) и множина (плурал). Неки језици не разликују родове, а неки поред једнине и множине имају још бројева, попут двојине (дуал), која је постојала и у прасловенском и старословенском језику, а међу данашњим словенским језицима очувала се у словеначком и лужичкосрпском језику, или дионе множине (партитивни плурал), која постоји у финском језику. У свакој од врста које их чине (род, број и падеж), именске ријечи се изражавају одређеним наставцима за облик. Тако постоје различити облици именских ријечи за род, категорију засновану на разлици пола у природи, за број, категорију засновану на уочавању јединке и већег броја јединки, и за падеж, категорију засновану на службама (функцијама) које именске ријечи имају у реченици.
Српски књижевни језик разликује сљедеће падеже:
1. номинатив (од латинског , што значи име, назив; арх. први падеж, именителни падеж, од руског )
2. генитив (од латинског , што значи род, односно поријекло; арх. други падеж, родителни падеж, од руског )
3. датив (од латинског глагола , што значи дати, поклонити; арх. трећи падеж, дателни падеж, од руског )
4. акузатив (од латинског глагола , што значи оптужити, окривити; арх. четврти падеж, винителни падеж, од руског )
5. вокатив (од латинског глагола , што значи звати, дозивати, и именице vocatio, што значи позив, дозивање; арх. пети падеж, звателни падеж, од руског )
6. инструментал (од латинског , што значи средство, оруђе, справа; арх. шести падеж, творителни падеж, од руског )
7. локатив (од латинског , што значи мјесто; арх. седми падеж, предложни падеж, од руског )

Неки језици имају знатно мањи број падежа него српски језик, или их уопште не разликују наставцима за облик, већ приједлозима, док неки језици, попут језика из угро-финске породице, имају много више падежа него српски језик.
Номинатив је основни облик ријечи, он означава субјекат реченице (независни реченични конституент) и облику номинатива одговарају упитне замјенице ко? (тко?) и шта? (што?). Номинатив је без приједлога.
Генитив означава припадност, поријекло, дио нечега или удаљавање од нечега или некога, и добија се уз помоћ питања (од) кога? и (од) чега?. Приједлози који стоје уз генитив су од, без, из, поред, крај, близу, код, изнад, испод, између, прије, послије, усљед, у(с)пркос, због, ради и други, а може бити и без приједлога. Опште значење генитива је тицање, које обухвата три ужа значења: потпуно тицање (припадање) - присвојни (посесивни) генитив, дјелимично тицање - диони (партитивни) генитив и тицање по поријеклу - аблативни генитив. Генитив има и квалитативно придјевско значење (описни или квалитативни генитив) и временско значење (временски или темпорални генитив).
Главна значења датива су намјена и правац кретања, што одговара питањима коме? и чему?. Уз датив могу стајати приједлози к(а), према и упркос, а може бити и без приједлога.
Главна функција акузатива је обиљежавање правог објекта реченице (тј. допуне пријелазних или транзитивних глагола). Акузатив такође има и временско (темпорално) значење и значење мјере. Уз именску ријеч у акузативу могу стајати приједлози на, у, о, по, уз, низ, кроз, пред, међу, под, над, за и други, а може бити и без приједлога. Само акузатив без приједлога у српском језику означава прави објекат, а акузативи са приједлозима имају друге функције. У српском језику, акузатив именица мушког рода које означавају категорију живог (бића) једнак је по облику генитиву, а акузатив именица мушког рода које означавају категорију неживог (предмети) једнак је номинативу.
Вокатив служи за обраћање. Уз њега не стоје приједлози. Понекад је једнак номинативу. У савременом руском књижевном језику је акузатив увијек једнак номинативу, па је зато функција номинатива у овом језику и субјекат и обраћање, а вокатив не постоји.
Опште значење инструментала је заједница, а оно обухвата два ужа значења: друштво (социјативно значење) и средство (инструментално значење). Друштво се исказује инструменталом с приједлогом с(а), а средство инструменталом без приједлога. Други приједлози који могу стајати уз инструментал су: над, под, пред, за, међу и др. Инструментал друштва се добија на питање с ким?, а инструментал средства на питање чиме?. Инструментал може имати и значења начина, мјере, мјеста, времена и агенса.
Локатив је падеж мјеста. У савременом српском књижевном језику по облику је увијек једнак дативу, и стога су и питања за локатив једнака питањима за датив (коме? и чему?). Локатив се увијек употребљава само са приједлозима. Приједлози који стоје уз локатив су: на, у, о, по, према, при и др. Осим мјесто (на чему?, у чему?), локатив може да означава и предмет (о коме?, о чему?).
У српском језику, номинатив и вокатив се називају независним падежима, а остали падежи зависним. Систем падежних облика свих бројева једне именске ријечи назива се њеном промјеном или њеном деклинацијом.

## Деклинација именица
Именице се мијењају по роду, броју и падежу. Деклинација (арх. склањање) именица подразумијева промјену по падежима именица свих родова у свим бројевима. У српском језику именице се мијењају по седам падежа (номинатив, генитив, датив, акузатив, вокатив, инструментал и локатив), тако што се на основу именице додају различити наставци за одређене падеже. У неким језицима именице се не мијењају по падежима додавањем наставака, већ је падеж означен приједлозима који стоје уз именицу. У српском језику сваки приједлог захтијева одређени падеж, што није случај у другим језицима.
Именице могу бити:
1. заједничке или опште: човјек, дрво, књига, језик, тврђава и др.
2. властите или особне: Србија, Европа, Милош, Петар, Јовановић и др.
3. збирне или колективне: лишће, камење, дугмад, дјеца, господа и др.
4. градивне: вода, камен, злато, земља, снијег и др.
5. апстрактне или мислене: туга, радост, љепота, старост, брзина и др.
6. глаголске: писање, пјевање, сијевање, сеоба, патња и др.

Заједничке именице имају облике за све граматичке бројеве, док властите по правилу имају само једнину. Збирне именице имају само облик једнине, али оне тим обликом заправо означавају множину, као и градивне, које такође имају само облик за једнину, али њим означавају количину материје (мада могу имати и множину и друге бројеве у случају када означавају врсте исте материје). У свом основном значењу, ни апстрактне ни глаголске именице немају облике за друге бројеве осим једнине, али ако се њихова значења вежу за нешто конкретно, нпр. ствари, поступке и слично, онда и оне могу имати облике множине, двојине и др.

### Деклинација именица у српском језику
Све именице српског књижевног језика могу се сврстати у четири врсте промјена именице (више о деклинацији именица у српском језику у чланку Деклинација именица у српском језику). По првој именичкој врсти мијењају се именице мушког рода чији се основни облик (номинатив једнине) завршава на гласовно неиспуњени наставак -Ø и на наставке -о и -е, и именице средњег рода чији се основни облик завршава на -о и -е и чија основа кроз све падеже остаје неизмијењена (м. р. ученик, Јанко, прозор, зид; с. р. поље, море, село, небо). По другој именичкој врсти мијењају се именице средњег рода чији се основни облик (номинатив једнине) завршава самогласником -е, а чију основу у зависним падежима, осим у акузативу једнине, чини тај облик проширен сугласником -н- или -т- (име, дугме, теле, буре, дијете). По трећој именичкој врсти мијењају се именице које се у номинативу једнине завршавају на -а. Оне су углавном женског (нпр. жена, сестра), а могу бити и мушког рода (нпр. судија, архитекта), али без обзира на род, образац промјене им је исти. По четвртој именичкој врсти мијењају се именице женског рода које се у номинативу једнине завршавају гласовно празним наставком -Ø, тј. имају сугласнички завршетак (ноћ, умјетност, ствар, памет, љубав, прошлост, повијест).

### Деклинација именица у другим језицима
Именице других словенских језика деклинирају се врло слично као именице српског језика. На чешком је локатив означен као 6. пад, а инструментал као 7. пад. Словачки и руски немају вокатив. На словачком језику падеже нису нумерисани, већ су означени латино скраћеницама (N, G, D, A, L, I).  
У савременом енглеском језику не постоје различити облици именице за различите падеже, осим за саксонски генитив, који означава припадност, а гради се додавањем наставка  (апостроф и сугласник s) на именицу у једнини (Mary's, Serbia's) и наставка  (апостроф) на именицу у множини (the Simpsons', Serbs'). Саксонски генитив се углавном користи за означавање припадности живим бићима (нешто припада некоме), док се за означавање припадности нечем неживом (нешто припада нечему) користи нормански генитив, који нема одређене наставке, већ је означен само приједлогом of (of house, of country).
У латинском језику постоји пет деклинација по којима се мијењају именице, замјенице, придјеви и бројеви. То су: прва или A деклинација, друга или O деклинација, трећа деклинација сугласничке основе и i основе, четврта или U деклинација и пета или E деклинација. Више о деклинацији именица у латинском језику налази се у сљедећим чланцима:
- Деклинације именица у латинском језику
  - Прва деклинација именица у латинском језику
  - Друга деклинација именица у латинском језику
  - Трећа деклинација именица у латинском језику
  - Четврта деклинација именица у латинском језику
  - Пета деклинација именица у латинском језику

Више о деклинацији именица у другим језицима налази се у одговарајућим чланцима о тим језицима.

## Деклинација придјева
Придјеви се мијењају по роду, броју и падежу. Деклинација придјева подразумијева промјену по падежима придјева свих родова у свим бројевима. Будући да су несамосталне ријечи, придјеви се налазе у истом роду, броју и падежу као именица уз коју стоје. Више о деклинацији придјева у српском језику налази се у чланку Деклинација придева у српском језику. Више о деклинацији придјева у другим језицима налази се у одговарајућим чланцима о тим језицима, а о деклинацији придјева у латинском језику види чланке Придеви прве и друге деклинације у латинском језику и Придеви треће деклинације у латинском језику.

## Деклинација замјеница
Замјенице се мијењају по роду, броју и падежу. Деклинација замјеница подразумијева промјену по падежима замјеница свих родова у свим бројевима.
У српском језику замјенице могу бити именичке и придјевске. Именичке замјенице су самосталне и не зависе од других ријечи у реченици. У ту групу спадају личне замјенице (ја, ти, он, она, оно; ми, ви, они, оне, она), лична замјеница сваког лица себе, се, упитна замјеница за лица и ствари ко и шта (што) и неодређене и одричне замјенице сложене са ко и шта: неко , нешто, нико , ништа и опште замјенице свако ма ко , било ко . Придјевске замјенице се употребљавају уз самосталне ријечи, углавном уз именице. Овдје спадају присвојне, показне, односно-упитне, неодређене, одричне и опште или одређене замјенице.
У српском језику, личне замјенице 1. и 2. лица (ја, ти; ми, ви) имају посебну, само њима својствену промјену, док замјеница 3. лица у својој промјени има облике већине придјевских замјеница. Придјевске замјенице имају двојаку промјену - придјевску и замјеничку. Више о промјени замјеница у српском језику видјети у чланку Деклинација заменица у српском језику. Више о деклинацији замјеница у другим језицима налази се у чланцима о тим језицима.

## Деклинација бројева
Бројеви се мијењају по роду, броју и падежу. Деклинација бројева подразумијева промјену по падежима придјева свих граматичких родова у свим граматичким бројевима. Бројеви могу бити основни или кардинални (један, два, три...) и редни или ординални (први, други, трећи...). Бројеви се у српском језику сматрају посебном врстом ријечи, док се у неким језицима основни бројеви сматрају именицама, а редни придјевима. Поред основних и редних, у словенским језицима, укључујући и српски језик, постоје и збирни бројеви (двоје, троје, четворо..).
У српском језику основни бројеви један, два, три и четири су промјенљиви, а остали нису, с тим што су бројеви стотина, хиљада, милион и милијарда у овој врсти ријечи само по функцији, док су по осталим особинама оне у ствари именице, и као именице прве и треће врсте се и мијењају. Број један има замјеничко-придјевску промјену, а бројеви два, три и четири мијењају се по промјени некадашње двојине (дуала), с тим што три и четири имају исту промјену. Међутим, у савременом језику, бројеви два, три и четири углавном се користе са основним обликом за све падеже, као и збирни бројеви. Редни бројеви имају промјену придјева одређеног вида. У језику се, такође, у служби основних бројева од 2 до 99 при означавању тачног броја мушких лица често користе бројне именице на -ица: двојица, тројица, четворица...